# 로렐라 데 루카
로렐라 데 루카(Lorella De Luca, 1940년 9월 17일 ~ 2014년 1월 9일)는 이탈리아의 배우이다. 1950년대 중후반 이탈리아 영화계의 대표 앙제뉴(Ingénue) 배우 중 한 명이였다.

## 출연 작품
- 총잡이 링고 (1965)
- 링고의 귀환 (1965)
- 일 프린시페 푸스토 (1960)
- 파더스 앤 썬즈 (1957)
- 푸어 벗 뷰티풀 (1956)
- 사기꾼들 (1955)